# Ganz MUV
A Ganz MUV az UV3-as széria 1993–94-ben modernizált, 20 példányból álló altípusa.

## Története
A BKV az éjszakai villamosközlekedés kiszolgálásra 20 darab, 1959 és 1961 között gyártott Ganz UV3 típusú motorkocsit Ganz MUV néven átalakított. A kocsikba visszaépítették a B-végi vezetőállást; fűtést, illetve fénycsöves világítást szereltek beléjük. Az üléseket kárpitbevonatúra cserélték. 1993-ban álltak forgalomba a 17-esen, majd az Óbuda kocsiszín bezárása miatt 1996-ban átkerültek a Száva kocsiszínbe, ettől kezdve a 30-ason, a 42-esen és az 52-esen szolgáltak 2003-ig. Ezeken a vonalakon többnyire csatolva, kisebb forgalmú időszakokban szóló üzemmódban közlekedtek. 2002–03-ban a kocsiknak nagyjavításon kellett volna átesniük, azonban a BKV inkább az állományból törlés mellett döntött. Az utolsó két kocsi 2003. február 6-án közlekedett a 42-esen. A 3430-as kocsi a Közlekedési Múzeum közbelépésnek köszönhetően megmaradt, a többit szétvágták. A jármű 2018 óta a BKV Zrt. nosztalgia-állományának tagja.
Pályaszámok: 3404, 3409–3411, 3423, 3426–3427, 3429–3432, 3440–3441, 3443–3444, 3446, 3449, 3454, 3456, 3461